# Nowoseliwka (obwód rówieński)
Nowoseliwka (ukr. Новоселівка, hist. pol. Bożkiewicze) – wieś na Ukrainie, w obwodzie rówieńskim, w rejonie dubieńskim, w hromadzie Młynów. W 2001 liczyła 547 mieszkańców, wśród których 544 wskazało jako ojczysty język ukraiński, a 3 rosyjski.
W okresie międzywojennym wieś Bożkiewicze znajdowała się w granicach II RP, wchodząc w skład gminy Młynów w powiecie dubieńskim, w województwie wołyńskim.